# Iris auranitica
Iris auranitica är en irisväxtart som beskrevs av John Edward Dinsmore. Iris auranitica ingår i släktet irisar, och familjen irisväxter.
Artens utbredningsområde är Syrien. Inga underarter finns listade i Catalogue of Life.